# Lois Weber
Lois Weber (Allegheny, 13 giugno 1879 – Hollywood, 13 novembre 1939) è stata una regista, attrice e sceneggiatrice statunitense. 
È ricordata per essere stata la prima regista americana a girare un lungometraggio, la prima a girare film sonori e la prima donna a essere ammessa alla Motion Picture Directors Association. È considerata, con David Wark Griffith e Cecil B. DeMille una delle grandi creatrici del cinema del suo tempo.

## Biografia
Nata in Pennsylvania, ad Allegheny (diventato in seguito un sobborgo di Pittsburgh), era la secondogenita di tre sorelle. Il padre George era un tappezziere che aveva a lungo lavorato come missionario predicando nelle strade della città. Molto dotata per la musica, era un'ottima pianista, decise giovanissima di seguire le orme paterne cantando per le strade con i missionari della Church Army Workers. Con lo scioglimento dell'organizzazione, tornò a vivere con la famiglia. Iniziò a studiare in modo più approfondito il piano e il canto, partecipando anche a dei concerti. La sua carriera s'interruppe bruscamente quando, durante un concerto a Charleston si ruppe un tasto sul pianoforte. Questo episodio minò la sua fiducia e decise di non risalire mai più su un palcoscenico.
Qualche tempo dopo, uno zio che lavorava in ambito teatrale, la convinse a tornare sul palcoscenico per cantare con la Zig Zag Company nel melodramma Why girls leave home. Fu durante quella tourné che conobbe Phillips Smalley, l'uomo che, quattro mesi dopo, il 29 aprile 1904, divenne suo marito. Il matrimonio fu celebrato a Chicago, Lois aveva ventiquattro anni, Phillips trentotto. La coppia ebbe una sola figlia il 29 ottobre 1910, Phoebe, morta poi in tenera età. La coppia, dopo un primo periodo in cui vissero in modo separato, per ragioni lavorative, si ricongiunse grazie al sacrificio di lei che decise di seguire il marito scrivendo sceneggiature nelle camere di albergo. Fu grazie a uno dei suoi copioni inviati alla Gaumont che iniziò la sua carriera nel cinema.
Nel 1908 Weber iniziò a lavorare per Gaumont sia come cantante che come direttrice e fu poi rapidamente raggiunta dal marito. Nel 1910 i coniugi decisero di dedicarsi al cinema per l'infanzia o incentrato sui problemi infantili. Weber era non soltanto la sceneggiatrice, ma anche l'attrice e spesso la regista.
Fu la prima donna nella storia del cinema a girare un lungometraggio. Insieme al marito Phillips Smalley, suo abituale collaboratore, diresse nel 1914 The Merchant of Venice. Il loro ultimo film diretto insieme, Forbidden, lo gireranno nel 1919. Per Smalley sarà l'ultima regia. Il matrimonio della coppia si concluderà con il divorzio nel 1922.
Lois Weber, dal 1911 al 1934, diresse 135 pellicole. Ne interpretò un centinaio e ne sceneggiò 114, producendone 14.

## Filmografia

### Regista
- A Heroine of '76, co-regia di Edwin S. Porter, Phillips Smalley – cortometraggio (1911)
- The Heiress, co-regia di Phillips Smalley – cortometraggio (1911)
- The Realization, co-regia di Phillips Smalley – cortometraggio (1911)
- On the Brink, co-regia di Edwin S. Porter – cortometraggio (1911)
- Fate, co-regia di Phillips Smalley – cortometraggio (1911)
- A Breach of Faith, co-regia di Phillips Smalley – cortometraggio (1911)
- The Martyr, co-regia di Phillips Smalley – cortometraggio (1911)
- Angels Unaware, co-regia di Phillips Smalley – cortometraggio (1912)
- Fine Feathers, co-regia di Phillips Smalley – cortometraggio (1912)
- The Bargain, co-regia di Phillips Smalley – cortometraggio (1912)
- The Final Pardon, co-regia di Phillips Smalley – cortometraggio (1912)
- Eyes That See Not, co-regia di Phillips Smalley – cortometraggio (1912)
- The Price of Peace – cortometraggio (1912)
- The Power of Thought – cortometraggio (1912)
- The Greater Love – cortometraggio (1912)
- The Troubadour's Triumph (1912)
- The Greater Christian, co-regia di Phillips Smalley – cortometraggio (1912)
- An Old Fashioned Girl (1912)
- A Japanese Idyll (1912)
- Faraway Fields (1912)
- Leaves in the Storm (1912)
- His Sister – cortometraggio (1913)
- Two Thieves – cortometraggio (1913)
- In the Blood (1913)
- Troubled Waters – cortometraggio (1913)
- An Empty Box (1913)
- The Peacemaker – cortometraggio (1913)
- Bobby's Baby, co-regia di Phillips Smalley – cortometraggio  (1913)
- Until Death, co-regia di Phillips Smalley – cortometraggio   (1913)
- A Book of Verses (1913)
- The Dragon's Breath (1913)
- The Rosary, co-regia di Phillips Smalley – cortometraggio   (1913)
- The Cap of Destiny, co-regia di Phillips Smalley  (1913)
- The Trifler, co-regia di Phillips Smalley  (1913)
- The King Can Do No Wrong (1913)
- The Pretender, co-regia di Phillips Smalley  (1913)
- Suspense, co-regia di Phillips Smalley  (1913)
- Through Strife, co-regia di Phillips Smalley  (1913)
- How Men Propose – cortometraggio (1913)
- The Fallen Angel (1913)
- Civilized and Savage (1913)
- Just in Time – cortometraggio (1913)
- The Light Woman (1913)
- His Brand – cortometraggio (1913)
- Shadow of Life, co-regia di Phillips Smalley – cortometraggio  (1913)
- Memories, co-regia di Phillips Smalley  (1913)
- The Thumb Print, co-regia di Phillips Smalley  (1913)
- The Clue (1913)
- Two Thieves and a Cross (1913)
- The Haunted Bride, co-regia di Phillips Smalley  (1913)
- The Blood Brotherhood, co-regia di Phillips Smalley  (1913)
- James Lee's Wife, co-regia di Phillips Smalley  (1913)
- The Mask, co-regia di Phillips Smalley  (1913)
- The Jew's Christmas, co-regia di Phillips Smalley  (1913)
- The Wife's Deceit,  cortometraggio (1913)
- The Traitor, co-regia di Phillips Smalley  (1914)
- The Female of the Species, co-regia di Phillips Smalley (1914)
- A Fool and His Money, co-regia di Phillips Smalley  (1914)
- The Leper's Coat, co-regia di Phillips Smalley  (1914)
- The Coward Hater, co-regia di Phillips Smalley  (1914)
- An Old Locket, co-regia di Phillips Smalley  (1914)
- Woman's Burden – cortometraggio (1914)
- The Merchant of Venice, co-regia di Phillips Smalley  (1914)
- The Weaker Sister (1914)
- A Modern Fairy Tale (1914)
- The Spider and Her Web, co-regia di Phillips Smalley – cortometraggio (1914)
- In the Days of His Youth (1914)
- The Babies' Doll (1914)
- The Man Who Slept (1914)
- On Suspicion  (1914)
- An Episode, co-regia di Phillips Smalley – cortometraggio (1914)
- The Career of Waterloo Peterson, co-regia di Phillips Smalley  (1914)
- The Triumph of Mind – cortometraggio (1914)
- Avenged – cortometraggio (1914)
- The Stone in the Road, co-regia di Phillips Smalley – cortometraggio (1914)
- Closed Gates, co-regia di Phillips Smalley  (1914)
- The Pursuit of Hate – cortometraggio (1914)
- Lost by a Hair, co-regia di Phillips Smalley (1914)– cortometraggio (1914)
- Plain Mary (1914)
- Behind the Veil, co-regia di Phillips Smalley  (1914)
- Daisies, co-regia di Phillips Smalley  (1914)
- Helping Mother, co-regia di Phillips Smalley  (1914)
- It's No Laughing Matter (1915)
- Hypocrites (o The Hypocrites) (1915)
- Sunshine Molly, co-regia di Phillips Smalley  (1915)
- Captain Courtesy, co-regia di Phillips Smalley  (1915)
- Betty in Search of a Thrill, co-regia di Phillips Smalley  (1915)
- Scandal, co-regia di Phillips Smalley  (1915)
- A Cigarette - That's All, co-regia di Phillips Smalley (1915)
- Jewel, co-regia di Phillips Smalley (1915)
- Discontent (1916)
- Hop - The Devil's Brew, co-regia di Phillips Smalley (1916)
- The Flirt, co-regia di Phillips Smalley (1916)
- There Is No Place Like Home (1916)
- The Dumb Girl of Portici, co-regia di Phillips Smalley (1916)
- The Dance of Love, co-regia di Phillips Smalley  (1916)
- John Needham's Double, co-regia di Phillips Smalley (1916)
- Where Are My Children?, co-regia di (non accreditato) Phillips Smalley (1916)
- The Eye of God, co-regia di Phillips Smalley (1916)
- Shoes (1916)
- Saving the Family Name, co-regia di Phillips Smalley (1916)
- Under the Spell (1916)
- Idle Wives, co-regia di Phillips Smalley (1916)
- Wanted: A Home, co-regia Phillips Smalley (1916)
- The Celebrated Stielow Case, co-regia di Phillips Smalley (1916)
- The People vs. John Doe (1916)
- The Rock of Riches, co-regia Phillips Smalley (1916)
- The Gilded Life, co-regia Phillips Smalley (1916)
- The Face Downstairs (1917)
- The Mysterious Mrs. Musslewhite (1917)
- The Boyhood He Forgot, co-regia di Phillips Smalley (1917)
- Alone in the World, co-regia di Phillips Smalley (1917)
- Even As You and I (1917)
- The Hand That Rocks the Cradle, co-regia di Phillips Smalley (1917)
- The Price of a Good Time, co-regia di Phillips Smalley (1917)
- The Doctor and the Woman, co-regia di Phillips Smalley  (1918)
- Preferisco mio marito (For Husbands Only), co-regia di Phillips Smalley (1918)
- Borrowed Clothes (1918)
- When a Girl Loves, co-regia di Phillips Smalley (1919)
- La bagnante sconosciuta (A Midnight Romance) (1919)
- Il marchio del passato (Mary Regan) (1919)
- Home (1919)
- Forbidden, co-regia di Phillips Smalley (1919)
- Mum's the Word (1920)
- Life's Mirror (1920)
- To Please One Woman (1920)
- What's Worth While? (1921)
- Too Wise Wives (1921)
- The Blot (1921)
- What Do Men Want? (1921)
- L'intrusa (A Chapter in Her Life) (1923)
- The Marriage Clause (1926)
- Sensation Seekers (1927)
- Topsy and Eva, co-regia di Del Lord e, non accreditato, D.W. Griffith (1927)
- The Angel of Broadway (1927)
- Il calore bianco (White Heat) (1934)

### Sceneggiatrice
- The Twins, regia di Lois Weber – cortometraggio (1911)
- On the Brink, regia di Edwin S. Porter e Lois Weber – cortometraggio (1911)
- The Derelict, regia di Phillips Smalley – cortometraggio (1911)
- The Price, regia di Edwin S. Porter, Phillips Smalley – cortometraggio (1911)
- The Martyr, regia di Phillips Smalley e Lois Weber – cortometraggio (1911)
- Fine Feathers, regia di Phillips Smalley e Lois Weber (1912)
- The Final Pardon, regia di Phillips Smalley e Lois Weber – cortometraggio (1912)
- Modern Slaves, regia di Phillips Smalley – cortometraggio (1912)
- The Price of Peace, regia di Lois Weber – cortometraggio (1912)
- The Power of Thought, regia di Lois Weber – cortometraggio (1912)
- The Lash of Fate, regia di Lois Weber – cortometraggio (1912)
- The Troubadour's Triumph, regia di Lois Weber – cortometraggio (1912)
- An Old Fashioned Girl, regia di Lois Weber – cortometraggio (1912)
- Faraway Fields, regia di Lois Weber – cortometraggio (1912)
- His Sister, regia di Lois Weber – cortometraggio (1913)
- Two Thieves
- In the Blood, regia di Lois Weber – cortometraggio (1913)
- Troubled Waters, regia di Lois Weber – cortometraggio (1913)
- An Empty Box
- The Picture of Dorian Gray, regia di Phillips Smalley – cortometraggio (1913)
- The Peacemaker, regia di Lois Weber – cortometraggio (1913)
- Bobby's Baby
- Until Death, regia di Phillips Smalley, Lois Weber – cortometraggio (1913)
- The Rosary, regia di Phillips Smalley e Lois Weber – cortometraggio (1913)
- The Poverty of Riches, regia di Phillips Smalley e Lois Weber – cortometraggio (1913)
- The Cap of Destiny, regia di Phillips Smalley e Lois Weber – cortometraggio (1913)
- The King Can Do No Wrong, regia di Lois Weber – cortometraggio (1913)
- The Pretender, regia di Phillips Smalley e Lois Weber – cortometraggio (1913)
- Suspense, regia di Phillips Smalley e Lois Weber – cortometraggio (1913)
- How Men Propose, regia di Lois Weber – cortometraggio (1913)
- The Fallen Angel, regia di Lois Weber – cortometraggio (1913)
- Civilized and Savage, regia di Lois Weber – cortometraggio (1913)
- The Heart of a Jewess, regia di Sidney M. Goldin – cortometraggio (1913)
- Just in Time, regia di Lois Weber – cortometraggio (1913)
- The Call, regia di Phillips Smalley – cortometraggio  (1913)
- The Light Woman, regia di Lois Weber – cortometraggio (1913)
- Never Again, regia di Phillips Smalley, Lois Weber – cortometraggio (1913)
- Genesis: 4-9, regia di Phillips Smalley – cortometraggio (1913)
- His Brand, regia di Lois Weber – cortometraggio (1913)
- Shadows of Life, regia di Phillips Smalley e Lois Weber – cortometraggio  (1913)
- Memories, regia di Phillips Smalley e Lois Weber – cortometraggio  (1913)
- The Thumb Print, regia di Phillips Smalley e Lois Weber – cortometraggio (1913)
- The Clue, regia di Lois Weber – cortometraggio (1913)
- Two Thieves and a Cross, regia di Lois Weber – cortometraggio (1913)
- The Haunted Bride, regia di Phillips Smalley e Lois Weber – cortometraggio (1913)
- The Blood Brotherhood, regia di Phillips Smalley e Lois Weber – cortometraggio (1913)
- James Lee's Wife, regia di Phillips Smalley e Lois Weber – cortometraggio (1913)
- The Mask, regia di Phillips Smalley e Lois Weber – cortometraggio (1913
- The Jew's Christmas, regia di Phillips Smalley e Lois Weber – cortometraggio (1913)
- The Wife's Deceit, regia di Lois Weber – cortometraggio (1913)
- The Female of the Species, regia di Phillips Smalley e Lois Weber – cortometraggio (1914)
- A Fool and His Money, regia di Phillips Smalley e Lois Weber – cortometraggio (1914)
- The Leper's Coat, regia di Phillips Smalley e Lois Weber – cortometraggio (1914)
- The Coward Hater, regia di Phillips Smalley e Lois Weber – cortometraggio (1914)
- An Old Locket, regia di Phillips Smalley e Lois Weber – cortometraggio (1914)
- Woman's Burden, regia di Lois Weber – cortometraggio (1914)
- The Merchant of Venice, regia di Phillips Smalley e Lois Weber (1914)
- The Weaker Sister, regia di Lois Weber – cortometraggio (1914)
- A Modern Fairy Tale, regia di Lois Weber – cortometraggio (1914)
- The Spider and Her Web, regia di Phillips Smalley e Lois Weber – cortometraggio (1914)
- In the Days of His Youth, regia di Lois Weber – cortometraggio (1914)
- The Baby's Doll, regia di Lois Weber – cortometraggio (1914)
- The Man Who Slept, regia di Lois Weber – cortometraggio (1914)
- An Episode, regia di Phillips Smalley e Lois Weber – cortometraggio (1914)
- The Career of Waterloo Peterson, regia di Phillips Smalley e Lois Weber – cortometraggio (1914)
- The Triumph of Mind, regia di Lois Weber – cortometraggio (1914)
- The Stone in the Road, regia di Phillips Smalley e Lois Weber – cortometraggio (1914)
- Closed Gates, regia di Phillips Smalley e Lois Weber – cortometraggio (1914)
- Lost by a Hair, regia di Phillips Smalley, Lois Weber – cortometraggio (1914)
- Plain Mary, regia di Lois Weber – cortometraggio (1914)
- Behind the Veil, regia di Phillips Smalley e Lois Weber – cortometraggio (1914)
- Daisies, regia di Phillips Smalley e Lois Weber – cortometraggio (1914)
- The Traitor, regia di Phillips Smalley e Lois Weber – cortometraggio (1914)
- Helping Mother, regia di Phillips Smalley e Lois Weber – cortometraggio (1914)
- The Opened Shutters, regia di Otis Turner (1914)
- False Colors, regia di Phillips Smalley – cortometraggio (1914)
- It's No Laughing Matter, regia di Lois Weber (1915)
- Hypocrites, regia di Lois Weber (1915)
- Sunshine Molly, regia di Phillips Smalley e Lois Weber – cortometraggio (1914)
- Scandal, regia di Phillips Smalley e Lois Weber (1915)
- A Cigarette - That's All, regia di Phillips Smalley, Lois Weber – cortometraggio (1915)
- Jewel, regia di Phillips Smalley e, non accreditata, Lois Weber (1915)
- Discontent
- The Dumb Girl of Portici, regia di Phillips Smalley e Lois Weber (1916)
- Hop - The Devil's Brew, regia di Phillips Smalley e Lois Weber (1916)
- The Flirt, regia di Phillips Smalley e Lois Weber (1916)
- There Is No Place Like Home, regia di Lois Weber – cortometraggio (1916)
- Where Are My Children?
- The Eye of God, regia di Phillips Smalley e Lois Weber (1916)
- Shoes, regia di Lois Weber (1916)
- Saving the Family Name, regia di Phillips Smalley e Lois Weber (1916)
- Under the Spell, regia di Lois Weber – cortometraggio (1916)
- Idle Wives, regia di Phillips Smalley e Lois Weber (1916)
- Wanted: A Home, regia di Phillips Smalley, Lois Weber (1916)
- The People vs. John Doe, regia di Lois Weber (1916)
- The Rock of Riches, regia di Phillips Smalley, Lois Weber – cortometraggio (1916)
- The Gilded Life, regia di Phillips Smalley, Lois Weber – cortometraggio (1916)
- The Mysterious Mrs. Musslewhite, regia di Lois Weber (1917)
- The Boyhood He Forgot, regia di Phillips Smalley, Lois Weber – cortometraggio (1917)
- The Hand That Rocks the Cradle, regia di Phillips Smalley e Lois Weber (1917)
- The Price of a Good Time, regia di Phillips Smalley e Lois Weber](1917)
- Tarzan of the Apes, regia di Scott Sidney (1918)
- The Doctor and the Woman, regia di Phillips Smalley, Lois Weber (1918)
- For Husbands Only, regia di Phillips Smalley, Lois Weber (1918)
- Borrowed Clothes, regia di Lois Weber (1918)
- When a Girl Loves, regia di Phillips Smalley, Lois Weber (1919)
- A Midnight Romance, regia di Lois Weber (1919)
- Il marchio del passato (Mary Regan), regia di Lois Weber (1919)
- Home, regia di Lois Weber (1919)
- Forbidden, regia di Phillips Smalley e Lois Weber] (1919)
- To Please One Woman, regia di Lois Weber (1920)
- What's Worth While?, regia di Lois Weber (1921)
- Too Wise Wives, regia di Lois Weber (1921)
- The Blot, regia di Lois Weber (1921)
- What Do Men Want?, regia di Lois Weber (1921)
- L'intrusa (A Chapter in Her Life), regia di Lois Weber (1923)
- The Marriage Clause, regia di Lois Weber (1926)
- Sensation Seekers, regia di Lois Weber (1927)
- Topsy and Eva
- Il calore bianco (White Heat), regia di Lois Weber (1934)
- Early Women Filmmakers, aa.vv. (2017)

### Attrice
- A Heroine of '76, regia di Lois Weber, Edwin S. Porter, Phillips Smalley – cortometraggio (1911)
- The Heiress, regia di Lois Weber e Phillips Smalley – cortometraggio (1911)
- The Realization, regia di Lois Weber e Phillips Smalley – cortometraggio (1911)
- An Exception to the Rule, regia di Lois Weber e Phillips Smalley – cortometraggio (1911)
- From Death to Life, regia di Lois Weber e Phillips Smalley – cortometraggio (1911)
- The Broken Coin – cortometraggio (1911)
- The Twins, regia di Phillips Smalley, Lois Weber – cortometraggio (1911)
- On the Brink, regia di Edwin S. Porter e Lois Weber – cortometraggio (1911)
- What the Tide Told – cortometraggio (1911)
- Fate, co-regia di Phillips Smalley – cortometraggio (1911)
- The Vagabond, regia di Edwin S. Porter – cortometraggio (1911)
- Sherlock Holmes, Jr., regia di Edwin S. Porter – cortometraggio (1911)
- Her Way – cortometraggio (1911)
- The Derelict, regia di Phillips Smalley – cortometraggio (1911)
- Lost Illusions, regia di Edwin S. Porter – cortometraggio (1911)
- A Breach of Faith, regia di Phillips Smalley, Lois Weber – cortometraggio (1911)
- The Tale of a Cat – cortometraggio (1911)
- The Price of Peace, regia di Lois Weber – cortometraggio (1912)
- The Martyr, regia di Phillips Smalley e Lois Weber – cortometraggio (1911)
- A Parting of the Ways, regia di Phillips Smalley – cortometraggio (1912)
- Angels Unaware, regia di Lois Weber – cortometraggio (1912)
- Fine Feathers, regia di Phillips Smalley e Lois Weber (1912)
- The Bargain, regia di Phillips Smalley e Lois Weber (1912)
- Taming Mrs. Shrew – cortometraggio
- The Final Pardon, regia di Phillips Smalley e Lois Weber – cortometraggio (1912)
- Eyes That See Not, regia di Phillips Smalley e Lois Weber – cortometraggio (1912)
- Fate's Warning, regia di Phillips Smalley – cortometraggio (1912)
- The Price of Peace, regia di Lois Weber – cortometraggio (1912)
- The Flirt – cortometraggio (1912)
- The Power of Thought, regia di Lois Weber – cortometraggio (1912)
- The Greater Love, regia di Lois Weber – cortometraggio (1912)
- The Hidden Light – cortometraggio (1912)
- The Greater Christian, regia di Phillips Smalley e Lois Weber – cortometraggio (1912)
- An Old Fashioned Girl, regia di Lois Weber – cortometraggio (1912)
- A Japanese Idyll, regia di Lois Weber – cortometraggio (1912)
- Faraway Fields, regia di Lois Weber – cortometraggio (1912)
- Leaves in the Storm, regia di Lois Weber – cortometraggio (1912)
- His Sister, regia di Lois Weber – cortometraggio (1913)
- Two Thieves, regia di Lois Weber – cortometraggio (1913)
- In the Blood, regia di Lois Weber – cortometraggio (1913)
- Troubled Waters, regia di Lois Weber – cortometraggio (1913)
- An Empty Box, regia di Lois Weber – cortometraggio (1913)
- The Picture of Dorian Gray, regia di Phillips Smalley – cortometraggio (1913)
- The Peacemaker, regia di Lois Weber – cortometraggio (1913)
- Bobby's Baby, regia di Phillips Smalley, Lois Weber – cortometraggio (1913)
- Until Death, regia di Phillips Smalley, Lois Weber – cortometraggio (1913)
- A Book of Verses, regia di Lois Weber – cortometraggio (1913)
- The Dragon's Breath, regia di Lois Weber – cortometraggio (1913)
- The Rosary, regia di Phillips Smalley e Lois Weber – cortometraggio (1913)
- The Poverty of Riches, regia di Phillips Smalley e Lois Weber – cortometraggio (1913)
- The Cap of Destiny, regia di Phillips Smalley e Lois Weber – cortometraggio (1913)
- The Trifler, regia di Lois Weber – cortometraggio (1913)
- The King Can Do No Wrong, regia di Lois Weber – cortometraggio (1913)
- The Pretender, regia di Phillips Smalley e Lois Weber – cortometraggio (1913)
- Suspense, regia di Phillips Smalley e Lois Weber – cortometraggio (1913)
- Through Strife, regia di Phillips Smalley e Lois Weber – cortometraggio  (1913)
- How Men Propose, regia di Lois Weber – cortometraggio (1913)
- The Fallen Angel, regia di Lois Weber – cortometraggio (1913)
- Civilized and Savage, regia di Lois Weber – cortometraggio (1913)
- The Heart of a Jewess, regia di Sidney M. Goldin – cortometraggio (1913)
- Just in Time, regia di Lois Weber – cortometraggio (1913)
- The Call, regia di Phillips Smalley – cortometraggio  (1913)
- The Light Woman, regia di Lois Weber – cortometraggio (1913)
- Never Again, regia di Phillips Smalley, Lois Weber – cortometraggio (1913)
- His Brand, regia di Lois Weber – cortometraggio (1913)
- Shadows of Life, regia di Phillips Smalley e Lois Weber – cortometraggio  (1913)
- Memories, regia di Phillips Smalley e Lois Weber – cortometraggio  (1913)
- Two Thieves and a Cross, regia di Lois Weber – cortometraggio (1913)
- The Haunted Bride, regia di Phillips Smalley e Lois Weber – cortometraggio (1913)
- The Blood Brotherhood, regia di Phillips Smalley e Lois Weber – cortometraggio (1913)
- James Lee's Wife, regia di Phillips Smalley e Lois Weber – cortometraggio (1913)
- The Mask, regia di Phillips Smalley e Lois Weber – cortometraggio (1913)
- The Jew's Christmas, regia di Phillips Smalley e Lois Weber – cortometraggio (1913)
- The Wife's Deceit, regia di Lois Weber – cortometraggio (1913)
- The Female of the Species, regia di Phillips Smalley e Lois Weber – cortometraggio (1914)
- A Fool and His Money, regia di Phillips Smalley e Lois Weber – cortometraggio (1914)
- The Leper's Coat, regia di Phillips Smalley e Lois Weber – cortometraggio (1914)
- The Coward Hater, regia di Phillips Smalley e Lois Weber – cortometraggio (1914)
- An Old Locket, regia di Phillips Smalley e Lois Weber – cortometraggio (1914)
- Woman's Burden, regia di Lois Weber – cortometraggio (1914)
- The Merchant of Venice, regia di Phillips Smalley e Lois Weber (1914)
- The Spider and Her Web, regia di Phillips Smalley e Lois Weber – cortometraggio (1914)
- The Baby's Doll, regia di Lois Weber – cortometraggio (1914)
- On Suspicion, regia di Lois Weber – cortometraggio (1914)
- The Triumph of Mind, regia di Lois Weber – cortometraggio (1914)
- Avenged, regia di Lois Weber – cortometraggio (1914)
- The Stone in the Road, regia di Phillips Smalley e Lois Weber – cortometraggio (1914)
- Closed Gates, regia di Phillips Smalley e Lois Weber – cortometraggio (1914)
- The Pursuit of Hate, regia di Lois Weber – cortometraggio (1914)
- Lost by a Hair, regia di Phillips Smalley, Lois Weber – cortometraggio (1914)
- Plain Mary, regia di Lois Weber – cortometraggio (1914)
- Behind the Veil, regia di Phillips Smalley e Lois Weber – cortometraggio (1914)
- Helping Mother, regia di Phillips Smalley e Lois Weber – cortometraggio (1914)
- False Colors, regia di Phillips Smalley – cortometraggio (1914)
- Sunshine Molly, regia di Phillips Smalley e Lois Weber – cortometraggio (1914)
- Scandal, regia di Phillips Smalley e Lois Weber (1915)
- Hop - The Devil's Brew, regia di Phillips Smalley e Lois Weber (1916)
- The Eye of God, regia di Phillips Smalley e Lois Weber (1916)
- Under the Spell, regia di Lois Weber – cortometraggio (1916)
- Idle Wives, regia di Phillips Smalley e Lois Weber (1916)
- The Celebrated Stielow Case, regia di Phillips Smalley, Lois Weber 1916)
- The Children Shall Pay, regia di Phillips Smalley – cortometraggio (1916)
- The Rock of Riches, regia di Phillips Smalley, Lois Weber – cortometraggio (1916)
- The Gilded Life, regia di Phillips Smalley, Lois Weber – cortometraggio (1916)
- Alone in the World, regia di Phillips Smalley e Lois Weber – cortometraggio (1917)
- The Boyhood He Forgot, regia di Phillips Smalley e Lois Weber – cortometraggio (1917)
- The Hand That Rocks the Cradle, regia di Phillips Smalley e Lois Weber (1917)
- Mum's the Word, regia di Lois Weber – cortometraggio (1920)

### Produttrice
- How Men Propose, regia di Lois Weber – cortometraggio (1913)
- False Colors, regia di Phillips Smalley – cortometraggio (1914)
- It's No Laughing Matter
- Hypocrites, regia di (non accreditata) Lois Weber (1915)
- Sunshine Molly
- Jewel, regia di Phillips Smalley e, non accreditata, Lois Weber (1915)
- Where Are My Children?
- Shoes, regia di Lois Weber (1916)
- Wanted: A Home, regia di Phillips Smalley, Lois Weber (1916)
- The People vs. John Doe
- The Hand That Rocks the Cradle, regia di Phillips Smalley e Lois Weber (1917)
- The Price of a Good Time, regia di Phillips Smalley e Lois Weber (1917)
- Preferisco mio marito (For Husbands Only), regia di Phillips Smalley e Lois Weber (1918)
- Borrowed Clothes, regia di Lois Weber (1918)
- To Please One Woman, regia di Lois Weber (1920)
- What's Worth While?, regia di Lois Weber (1921)
- Too Wise Wives
- The Blot, regia di Lois Weber (1921)
- What Do Men Want?, regia di Lois Weber (1921)

## Galleria fotografica: I film

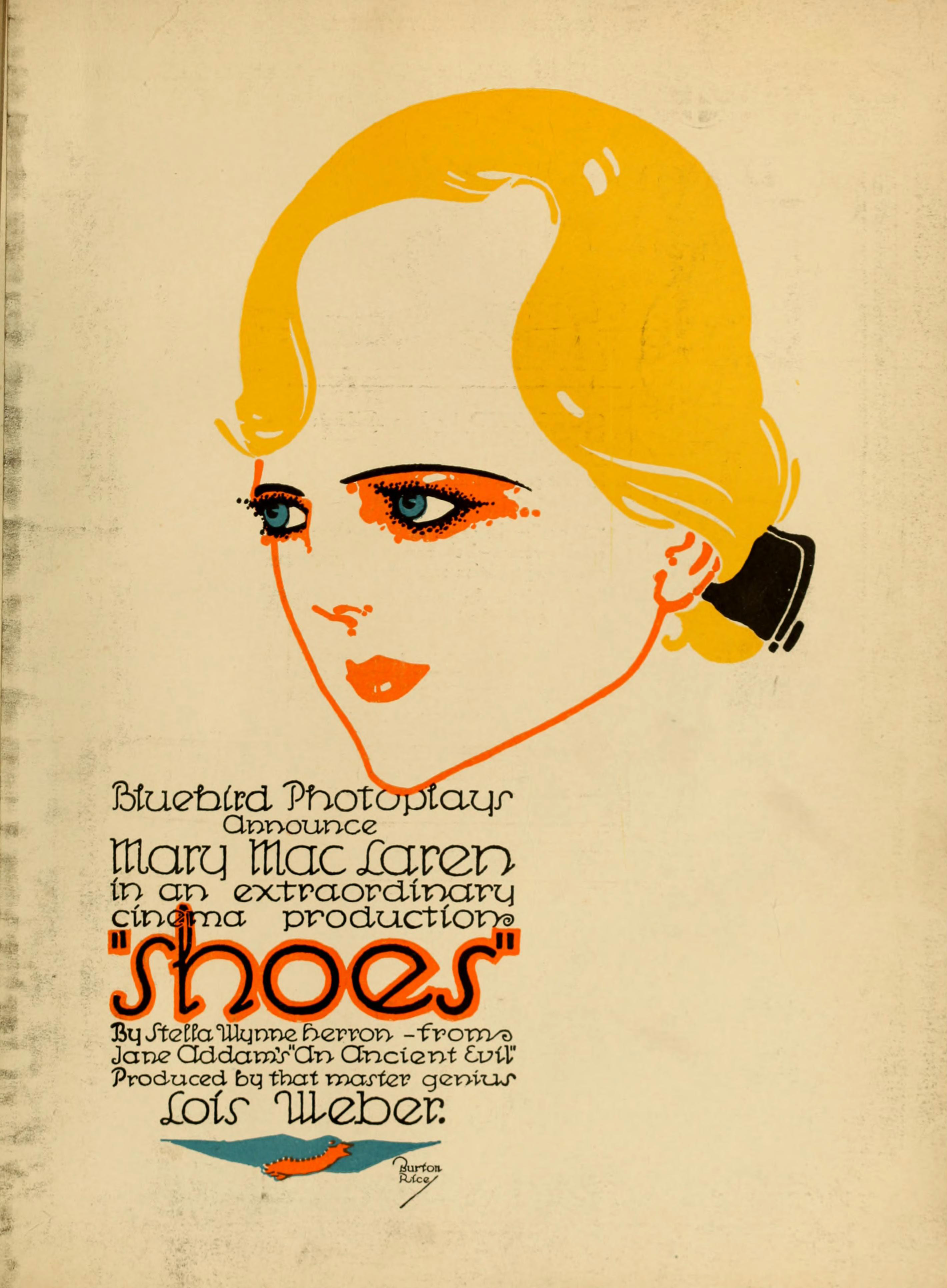
Shoes (1916)
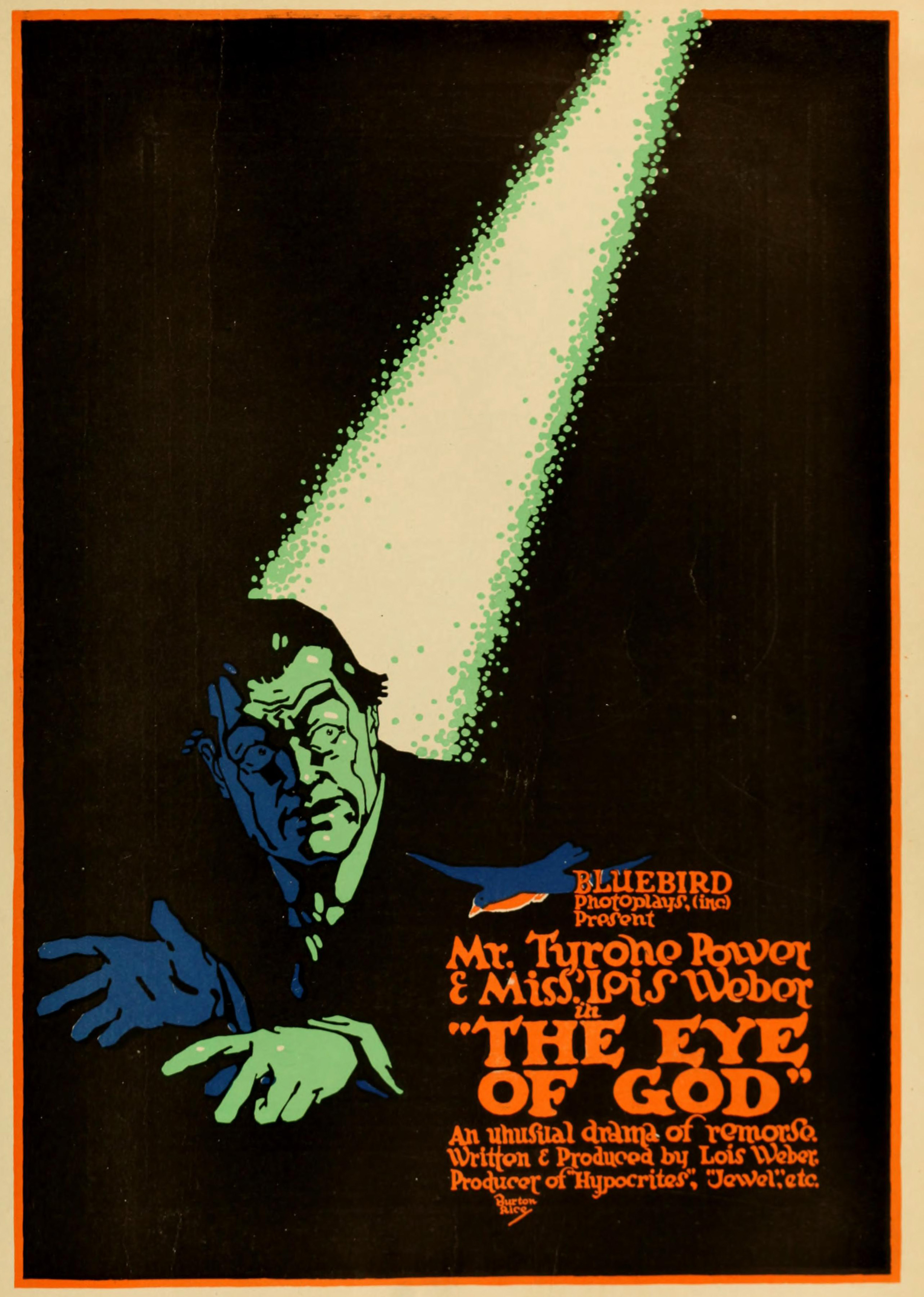
The Eye of God (1916)
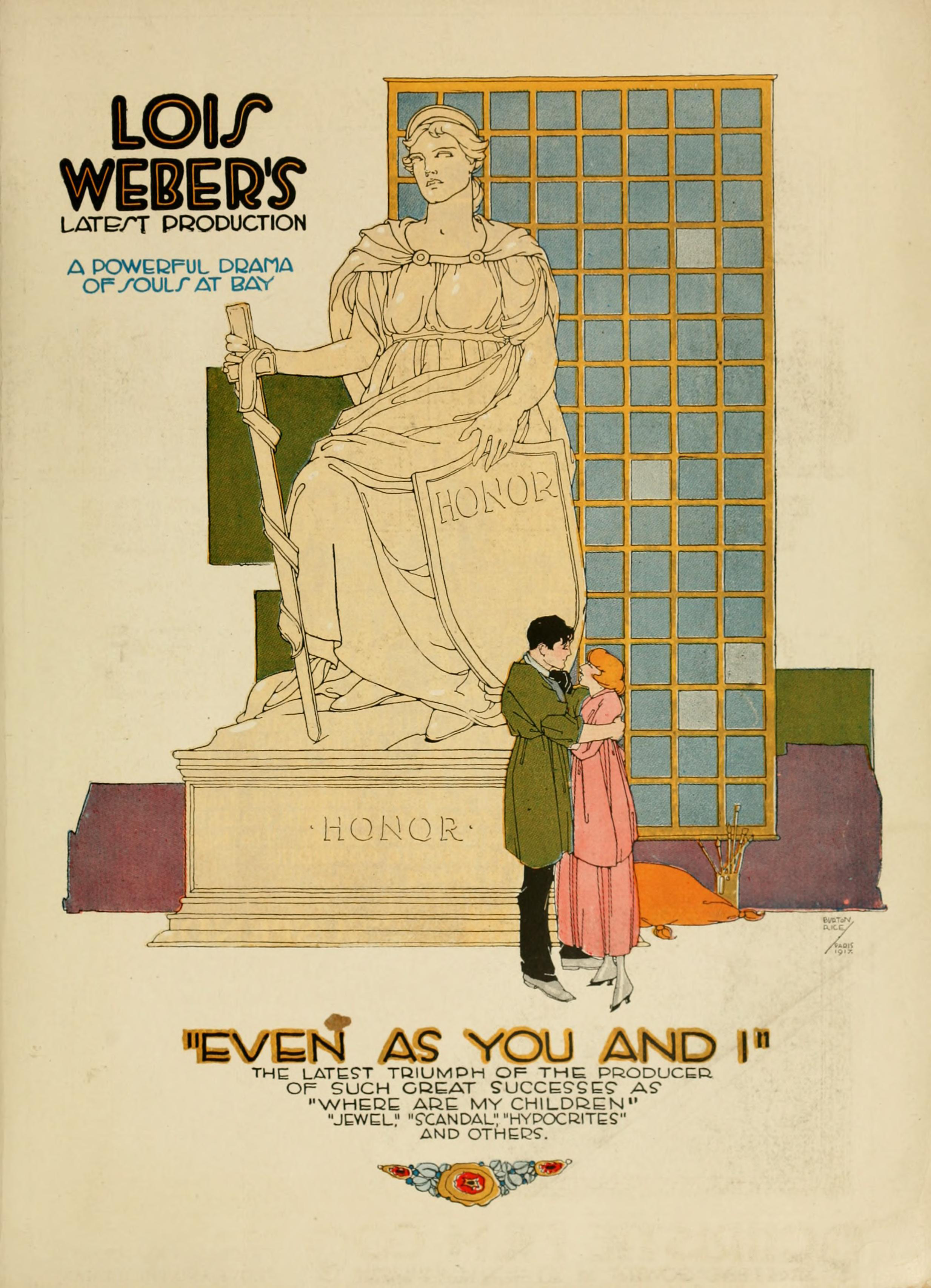
Even as You and I (1917)